# Elsa Beskow
Elsa Beskow (født 11. februar 1874, død 30. juni 1953) var en svensk forfatter af børnebøger, som hun selv illustrerede.
Hun fik sit gennembrud i 1901 med bogen Puttes äventyr i blåbärsskogen. Hun udgav bøger helt frem til 1952, året før hun døde.

## Udvalgte bøger
- Puttes eventyr i blåbærskoven. ISBN 87-562-6718-5
- Tante Grøn, tante Brun og tante Lilla. ISBN 978-87-02-02221-6
- Solægget. ISBN 87-00-47662-5
- Historien om den nysgerrige aborre. ISBN 87-562-2090-1
- Lillebror på langfart. ISBN 87-88258-86-6
- Lillebets eventyr. ISBN 87-00-37412-1
- De små skovnisser. ISBN 87-562-6928-5